# تحلیل پایداری شیب

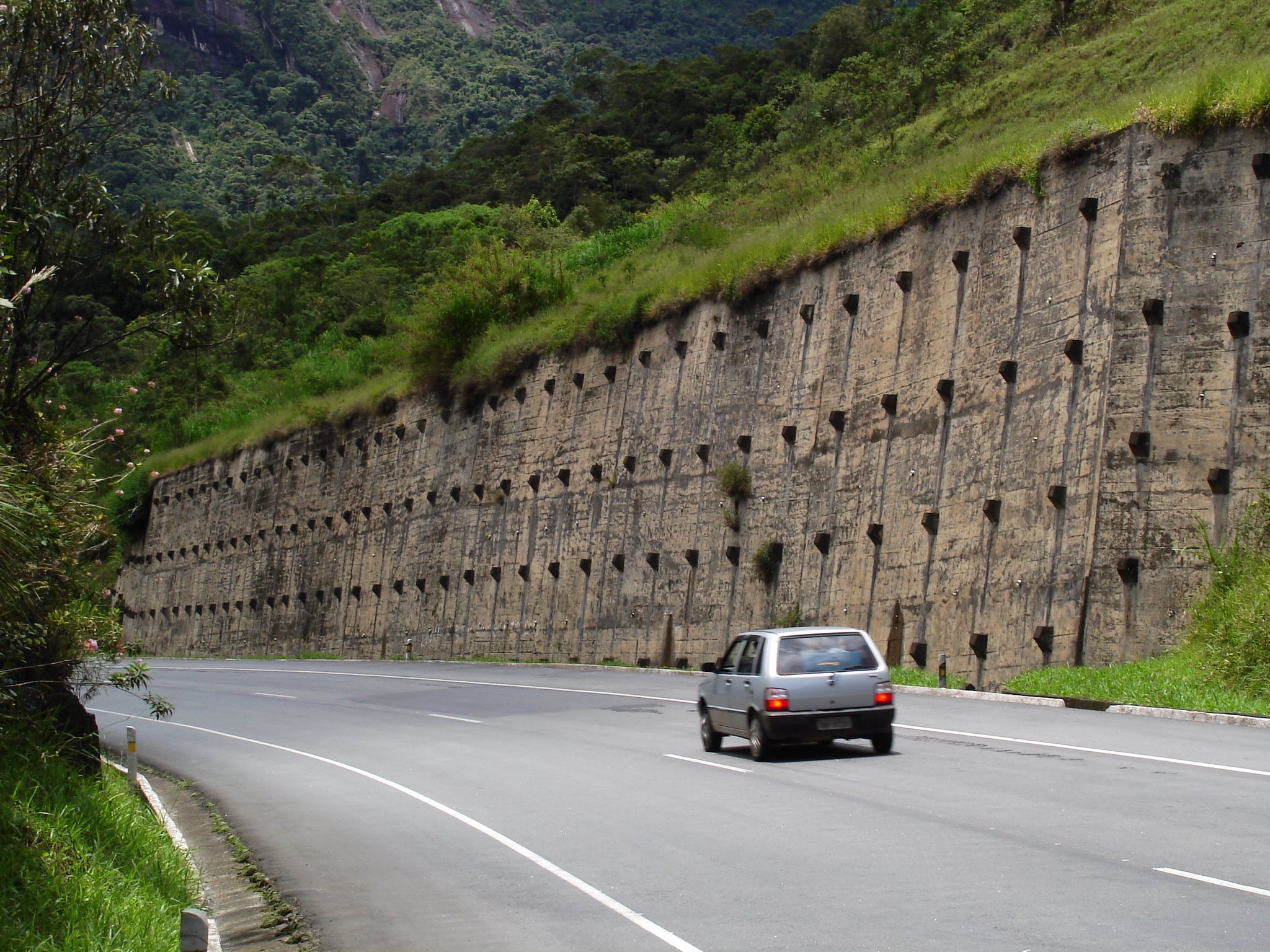
دیواره بتنی مسلح‌شده با مهارهایی که در داخل خاک نفوذ کرده‌اند به منظور پایدارسازی یک شیب در محیط کوهستانی در ریو دو ژانیرو (ایالت)

پایداری شیب یا تحلیل پایداری شیب (به انگلیسی: Slope stability analysis) به شرایط استاتیکی خاک یا صخره‌ای شیب‌دار برای مقاومت در برابر حرکت‌های توده‌ای اشاره دارد. وضعیت پایداری دامنه‌ها موضوع مطالعه و تحقیق در مکانیک خاک، مهندسی ژئوتکنیک و زمین‌شناسی مهندسی است. تجزیه و تحلیل پایداری شیب شامل روش‌های استاتیک و پویا، تحلیلی یا تجربی برای ارزیابی پایداری سدهای خاکی، خاکریزها، دامنه‌های حفر شده و شیب‌های طبیعی در خاک و سنگ است. تجزیه و تحلیل‌ها عموماً با هدف درک دلایل خرابی شیب رخ داده یا عواملی که به‌طور بالقوه می‌توانند حرکت دامنه شیب‌دار را تحریک کنند، منجر به لغزش زمین شود.
پایداری شیب‌ها اساساً با نسبت بین مقاومت برشی موجود و تنش برشی مؤثر کنترل می‌شود. شیروانی‌ها به‌طور کلی می‌توانند پایدار باشد اگر ضریب ایمنی محاسبه‌شده در هر سطح لغزشی بحرانی که از بالای شیب تا پنجه آن می‌تواند حرکت کند، همیشه بزرگتر از عدد ۱ باشد. معمولاً ضریب ایمنی بین ۱ تا ۱٫۳ نشان دهنده شرایط مرزی (بحرانی) لغزش در سطح مورد نظر می‌باشد. برای افزایش ضریب ایمنی می‌توان از روش‌های مختلف پایدارسازی شیب‌ها از جمله میخکوبی خاک، دیواره‌های تور سنگی (گابیون) و اصلاح شیب خاک استفاده کرد.
یک شیب پایدار می‌تواند تحت تأثیر تعدادی از عوامل باشد که باعث کاهش ضریب ایمنی - یا با افزایش تنش برشی یا با کاهش مقاومت برشی - می‌شود و در نهایت می‌تواند سبب خرابی شیروانی شود. عواملی که می‌توانند باعث ایجاد خرابی شروانی شوند شامل حوادث هیدرولوژیکی (مانند بارندگی شدید یا طولانی مدت، بارش برف سریع، اشباع شدگی پیشرونده خاک، افزایش فشار آب حفره ای در شیب)، زمین لرزه‌ها (از جمله پس لرزه‌ها)، فرسایش داخلی (پایپینگ)، فرسایش سطح خارجی شیب، بارگذاری در مجاورت شیب (به عنوان مثال به دلیل ساخت یک ساختمان)، برش شیب (به عنوان مثال ایجاد فضایی برای جاده‌ها، راه‌آهن یا ساختمان‌ها)، یا طغیان شیب (به عنوان مثال با پر کردن یا مسدودسازی یک دریاچه مصنوعی در مجاورت شیب).

## روش‌های تحلیل

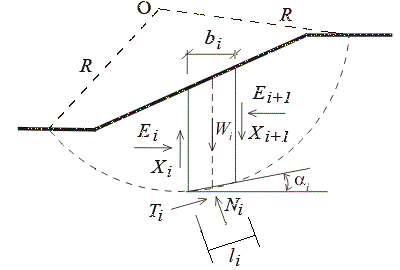
روش گسسته برای تحلیل شیروانی در برابر لغزش

اگر نیروهای موجود برای مقاومت در برابر حرکت از نیروهای حرکتی بزرگ‌تر باشند، شیب پایدار در نظر گرفته می‌شود. یک ضریب ایمنی با تقسیم نیروهایی که در برابر حرکت مقاومت می‌کنند توسط نیروهای محرک محاسبه می‌شود. در مناطق مستعد زلزله، تجزیه و تحلیل به‌طور معمول برای شرایط استاتیک و شرایط شبه استاتیک انجام می‌شود، جایی که فرض بر این است که نیروهای لرزه ای ناشی از زلزله می‌توانند بارهای ایستا به آنالیز اضافه کنند.
امروزه مهندسین ژئوتکنیک برای تحلیل شیروانی‌ها از نرم‌افزارهای اجزاء محدود نظیر اباکوس، انسیس، پلکسیس و ژئو استودیو برای آنالیز تنش‌ها تحت شرایط مختلف محیطی و با درنظر گرفتن انواع مخاطرات طبیعی نظیر زلزله، رانش زمین، بارندگی شدید، سیل و.. استفاده می‌کنند و اقدام به پایدارسازی شیروانی‌ها به کمک طراحی المان‌های سازه ای مختلف برای مقابله با گسیختگی شیروانی می‌نمایند.

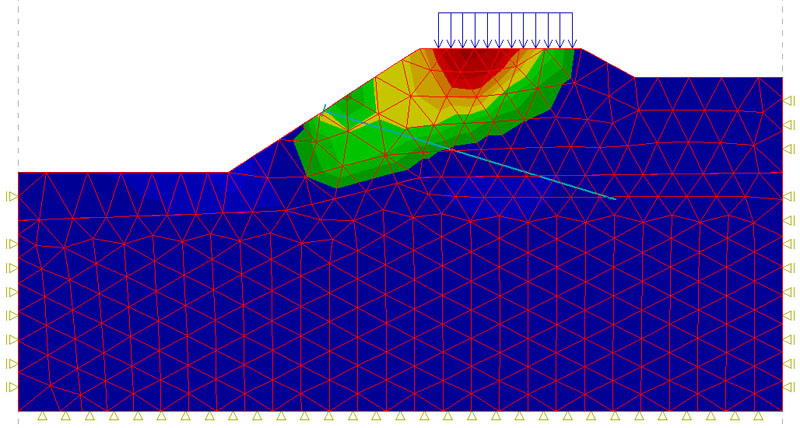
تحلیل اجزای محدود شیروانی‌ها

## تثبیت شیب
پایدارسازی شیروانی‌ها می‌تواند با موارد زیر کسب شود:
- مسطح شدن شیب سبب کاهش وزن می‌شود که شیب پایدار می‌شود
- تثبیت خاک موجود در شیروانی
- ساخت دیوارهای حائل با شمع‌های سکانتی، دیوارهای بتن مسلح و..
- تزریق تزریق یا سیمان به مکان‌های خاص
- تحکیم خاک با شارژ یا الکترو اسمز که سبب افزایش پایداری شیب می‌شود.